# Tetragnatha cognata
Tetragnatha cognata là một loài nhện trong họ Tetragnathidae.
Loài này thuộc chi Tetragnatha. Tetragnatha cognata được Octavius Pickard-Cambridge miêu tả năm 1889.